# Бейтс Батталья
Джонатан Бейтс Батталья (англ. Jonathan Bates Battaglia, нар. 13 грудня 1975, Чикаго) — американський хокеїст, що грав на позиції крайнього нападника. Грав за збірну команду США.
Провів понад 600 матчів у Національній хокейній лізі.

## Ігрова кар'єра
Хокейну кар'єру розпочав 1992 року.
1994 року був обраний на драфті НХЛ під 132-м загальним номером командою «Анагайм Дакс».
Протягом професійної клубної ігрової кар'єри, що тривала 16 років, захищав кольори команд «Кароліна Гаррікейнс», «Колорадо Аваланч», «Вашингтон Кепіталс», «Торонто Мейпл-Ліфс» та «Йокеріт».
Загалом провів 622 матчі в НХЛ, включаючи 42 гри плей-оф Кубка Стенлі.
Виступав за збірну США, на головних турнірах світового хокею провів 15 ігор в її складі.

## Статистика

### Клубні виступи
| Сезон        | Клуб                           | Ліга            | Регулярний сезон | Регулярний сезон | Регулярний сезон | Регулярний сезон | Регулярний сезон | Плей-оф | Плей-оф | Плей-оф | Плей-оф | Плей-оф |
| Сезон        | Клуб                           | Ліга            | І                | Г                | П                | О                | ШХ               | І       | Г       | П       | О       | ШХ      |
| ------------ | ------------------------------ | --------------- | ---------------- | ---------------- | ---------------- | ---------------- | ---------------- | ------- | ------- | ------- | ------- | ------- |
| 1992–93      | Team Illinois                  | MEHL            | 40               | 42               | 42               | 84               | 68               | —       | —       | —       | —       | —       |
| 1993–94      | «Каледон Кенедієнс»            | MetJHL          | 44               | 15               | 33               | 48               | 104              | —       | —       | —       | —       | —       |
| 1994-95      | Лейк Саперіор Стейт Юніверсіті | НАСС            | 38               | 6                | 15               | 21               | 32               | —       | —       | —       | —       | —       |
| 1995-96      | Лейк Саперіор Стейт Юніверсіті | НАСС            | 40               | 13               | 22               | 35               | 48               | —       | —       | —       | —       | —       |
| 1996-97      | Лейк Саперіор Стейт Юніверсіті | НАСС            | 38               | 12               | 27               | 39               | 80               | —       | —       | —       | —       | —       |
| 1997–98      | «Біст оф Нью-Гевен»            | АХЛ             | 48               | 15               | 21               | 36               | 48               | 1       | 0       | 0       | 0       | 0       |
| 1997–98      | «Кароліна Гаррікейнс»          | НХЛ             | 33               | 2                | 4                | 6                | 10               | —       | —       | —       | —       | —       |
| 1998–99      | «Кароліна Гаррікейнс»          | НХЛ             | 60               | 7                | 11               | 18               | 22               | 6       | 0       | 3       | 3       | 8       |
| 1999–00      | «Кароліна Гаррікейнс»          | НХЛ             | 77               | 16               | 18               | 34               | 39               | —       | —       | —       | —       | —       |
| 2000–01      | «Кароліна Гаррікейнс»          | НХЛ             | 80               | 12               | 15               | 27               | 76               | 6       | 0       | 2       | 2       | 2       |
| 2001–02      | «Кароліна Гаррікейнс»          | НХЛ             | 82               | 21               | 25               | 46               | 44               | 23      | 5       | 9       | 14      | 14      |
| 2002–03      | «Кароліна Гаррікейнс»          | НХЛ             | 70               | 5                | 14               | 19               | 90               | —       | —       | —       | —       | —       |
| 2002–03      | «Колорадо Аваланч»             | НХЛ             | 13               | 1                | 5                | 6                | 10               | 7       | 0       | 2       | 2       | 4       |
| 2003–04      | «Колорадо Аваланч»             | НХЛ             | 4                | 0                | 1                | 1                | 4                | —       | —       | —       | —       | —       |
| 2003–04      | «Вашингтон Кепіталс»           | НХЛ             | 66               | 4                | 6                | 10               | 38               | —       | —       | —       | —       | —       |
| 2004–05      | «Міссісіпі Сі Вулвс»           | ХЛСУ            | 25               | 6                | 11               | 17               | 24               | 4       | 0       | 0       | 0       | 10      |
| 2005–06      | «Торонто Мерліс»               | АХЛ             | 79               | 20               | 47               | 67               | 86               | 5       | 1       | 1       | 2       | 6       |
| 2006–07      | «Торонто Мейпл-Ліфс»           | НХЛ             | 82               | 12               | 19               | 31               | 45               | —       | —       | —       | —       | —       |
| 2007–08      | «Торонто Мейпл-Ліфс»           | НХЛ             | 13               | 0                | 0                | 0                | 7                | —       | —       | —       | —       | —       |
| 2007–08      | «Торонто Мерліс»               | АХЛ             | 56               | 12               | 14               | 26               | 42               | 19      | 6       | 2       | 8       | 28      |
| 2008–09      | «Торонто Мерліс»               | АХЛ             | 59               | 17               | 34               | 51               | 55               | 6       | 2       | 3       | 5       | 4       |
| 2009–10      | «Сюрак'юз Кранч»               | АХЛ             | 29               | 6                | 16               | 22               | 15               | —       | —       | —       | —       | —       |
| 2009–10      | «Йокеріт»                      | СМ-Л            | 17               | 1                | 0                | 1                | 12               | 2       | 1       | 0       | 1       | 0       |
| 2010–11      | «Рочестер Американс»           | АХЛ             | 20               | 1                | 2                | 3                | 12               | —       | —       | —       | —       | —       |
| 2010–11      | «Лужиця Фоксес»                | 2-га Бундесліга | 2                | 1                | 1                | 2                | 2                | —       | —       | —       | —       | —       |
| 2010–11      | «Тулса Ойлерс»                 | ЦХЛ             | 6                | 1                | 3                | 4                | 4                | 10      | 5       | 2       | 7       | 4       |
| 2011–12      | «Карлскруна»                   | Гокейеттан      | 25               | 10               | 13               | 23               | 20               | 10      | 2       | 4       | 6       | 4       |
| Усього в НХЛ | Усього в НХЛ                   | Усього в НХЛ    | 580              | 80               | 118              | 198              | 385              | 42      | 5       | 16      | 21      | 28      |

### Збірна
| Рік                | Команда            | Турнір             | Місце              | І  | Г | П | О | ШХ |
| ------------------ | ------------------ | ------------------ | ------------------ | -- | - | - | - | -- |
| 1995               | США                | МЧС                | 5-е                | 7  | 3 | 2 | 5 | 2  |
| 1998               | США                | ЧС                 | 12-е               | 6  | 1 | 1 | 2 | 6  |
| 2004               | США                | ЧС                 | 3                  | 9  | 2 | 2 | 4 | 14 |
| Молодіжна збірна   | Молодіжна збірна   | Молодіжна збірна   | Молодіжна збірна   | 7  | 3 | 2 | 5 | 2  |
| Національна збірна | Національна збірна | Національна збірна | Національна збірна | 15 | 3 | 3 | 6 | 20 |

## Особисте життя
Бейтс, разом із своїм братом Ентоні, став переможцем The Amazing Race 22.